# ريكس آدامز
ريكس آدامز (بالإنجليزية: Rex Adams)‏ (13 فبراير 1928 بأكسفورد في المملكة المتحدة - 14 يناير 2014 ببلاكبول في المملكة المتحدة) هو لاعب كرة قدم بريطاني في مركز جناح ‏. لعب مع أولدهام أثلتيك ونادي بلاكبول ونادي ووستر سيتي وأكسفورد سيتي.

## وصلات خارجية
- ريكس آدامز على موقع قاعدة بيانات كرة القدم.إي يو (الإنجليزية)